# Dr.スランプ アラレちゃんの映画作品
『Dr.スランプ アラレちゃんの映画作品』は、鳥山明の漫画『Dr.スランプ』を原作とするアニメ『Dr.スランプ アラレちゃん』のアニメ映画シリーズ。テレビでレギュラー放送していた1981年から1985年までは毎年公開され、レギュラー放送終了後も1993年3月と7月、1994年3月、4月と公開された。
1981年、1983年から1985年までは「東映まんがまつり」、1993年から1994年は「東映アニメフェア」で公開された。1982年は通常公開だった。

## ハロー!不思議島
『Dr.スランプ アラレちゃん ハロー!不思議島』（ドクタースランプ アラレちゃん ハロー!ワンダーアイランド）は、1981年7月18日の「東映まんがまつり」で公開された東映動画（現・東映アニメーション）製作の短編アニメーション映画。テレビアニメ『Dr.スランプ アラレちゃん』の劇場版作品第1作。集英社〈ジャンプ・コミックス〉『Dr.スランプ』第3巻に収録の短編作品「ハロー!不思議島」・「ギャースカ大魔王」を原案として製作された。監督はテレビ版のチーフディレクターである岡崎稔で、脚本は本作にて脚本家デビューを果たした井上敏樹。
同時公開は、『101匹わんちゃん大行進』、『太陽戦隊サンバルカン』、『ミッキーマウスとドナルドダック』。

### 声の出演
千葉繁、田の中勇、佐藤正治、戸谷公次、中谷ゆみの役名はノンクレジット。
- 則巻センベエ[2]：内海賢二
- 則巻アラレ[2]：小山茉美
- 木緑あかね[2]：杉山佳寿子
- 空豆タロウ[2]：古川登志夫
- 空豆ピースケ[2]：神保なおみ
- ガッちゃん：中野聖子
- 山吹先生：向井真理子
- ニコチャン大王：大竹宏
- スッパマン：玄田哲章
- センベエの父：田中崇
- ギャースカ大魔王：雨森雅司
- タイム[3]：千葉繁
- ガラ[3]：田の中勇
- パゴス[3]：佐藤正治
- パーザン[3]：戸谷公次
- 少女[3]：中谷ゆみ

### スタッフ
- 製作総指揮 - 今田智憲
- 企画：七條敬三
- 音楽：菊池俊輔
- 美術監督：浦田又治
- 作画監督・キャラクターデザイン：前田実
- 監督・演出：岡崎稔
- 製作担当：岸本松司
- 脚本：井上敏樹
- 原画：前田みのる、平野俊弘
- 背景：陶山尚治
- 仕上：植木知子、前田剛弘、高瀬育子、増井美知子
- 特殊効果：佐藤章二
- 撮影：佐藤隆郎
- 編集：千蔵豊
- 録音：田中英行
- 効果：新井秀徳
- 選曲：宮下滋
- オーディオディレクター：小松亘弘
- 演出助手：芝田浩樹
- 製作進行：田中佐智子
- 現像：東映化学
- アニメーション制作：東映動画
- 製作：フジテレビ、東映動画

## ほよよ!世界一周大レース
『Dr.スランプ アラレちゃん ほよよ!世界一周大レース』（ドクタースランプ アレレちゃん ほよよ!せかいいっしゅうだいレース）は、1983年3月13日の「東映まんがまつり」で公開された短編アニメーション映画。テレビアニメ『Dr.スランプ アラレちゃん』の劇場版作品第3作。監督・脚本は第1作と同様にそれぞれ岡崎稔と井上敏樹で、原案として雪室俊一がクレジットされている。
同時上映は『バッテンロボ丸 お化け飼う少女』、『科学戦隊ダイナマン』、『まんがイソップ物語』。
1985年1月1日には、フジテレビ元日朝の特番『新春アニメ劇場』で放送された。1992年1月2日には、同じフジテレビ朝の特番『Dr.スランプ アラレちゃん '92お正月スペシャル』でも放送された。

### スタッフ
- 製作総指揮：今田智憲
- 原作：鳥山明（集英社 「週刊少年ジャンプ」連載）
- 企画：七條敬三
- 製作担当：岸本松司
- 原案：雪室俊一
- 脚本：井上敏樹
- 音楽：菊池俊輔
- 作画監督・キャラクターデザイン：前田実
- 美術監修：浦田又治
- 美術監督：海老沢一男
- 撮影監督：白井久男、佐野禎史
- 編集：花井正明
- 録音：二宮健治
- 演出：岡崎稔
- 原画：前田実、須田正己、青嶋克己、北原健雄、野館誠一、岸義之、阿部司、増田信博、村松尚雄、名倉靖博
- 動画：井上俊之、梶島正樹 他
- セログラフ：戸塚友子
- 仕上：高瀬育子、増井美知子、近藤康彦、秋山益代、田村明美、高安代利子
- 検査：前田剛弘
- 特殊効果：佐藤章二
- 背景：陶山尚治、小林祐子、有川知子、今野良子、伊藤雅人、小笠原ゑつ子、日野典子、栗原飯晴美
- 撮影：イマジネーション、スタジオコスモス
- 編集助手：福光衣久子
- 録音助手：佐藤守
- 効果：新井秀徳
- 選曲：宮下滋
- 録音スタジオ：タバック
- オーディオディレクター：小松亘弘
- 演出助手：西尾大介
- 記録：池田紀代子
- 仕上進行：植木知子
- 美術進行：服部たつや
- 製作進行：樋口宗久
- 現像：東映化学
- アニメーション制作：東映動画
- 製作：フジテレビ、東映動画

### キャスト
役名はノンクレジット。
- アラレ[4]：小山茉美
- センベエ[4]：内海賢二
- あかね[4]：杉山佳寿子
- タロウ[4]：古川登志夫
- ピースケ[4]：神保なおみ
- ガッちゃん[4]：中野聖子
- 山吹先生[4]：向井真理子
- 田の中勇
- ニコチャン大王[4]：大竹宏
- 手下[4]：千葉繁
- スッパマン[4]：玄田哲章
- 寺田誠
- 佐藤正治
- パーザン[4]：戸谷公次
- 三田ゆう子
- 野沢那智
- 柴田秀勝
- 増山江威子
- 兼本新吾
- 滝口順平
- 八奈見乗児

## ほよよ!ナナバ城の秘宝
『Dr.スランプ アラレちゃん ほよよ!ナナバ城の秘宝』（ドクタースランプ アラレちゃん ほよよ!ナナバじょうのひほう）は、1984年12月22日の「東映まんがまつり」で上映された短編アニメーション映画。テレビアニメ『Dr.スランプ アラレちゃん』の劇場版作品第4作。テレビアニメで演出助手を務めていた芝田浩樹の初監督作品で、脚本は島田満と由木義文が担当した。
同時上映は『宇宙刑事シャイダー 追跡!しぎしぎ誘拐団』、『キン肉マン 大暴れ!正義超人』。
1987年1月1日のフジテレビの新春番組『新春アニメ劇場』で放送された。1990年12月31日にも『Dr.スランプアラレちゃん‘92お正月スペシャル』として放送された。
ビスナや魔人などは原作でも登場するキャラクターだが、本作では設定が異なる。ゲストとして出演したビスナ役の小池朝雄は、本作公開から3カ月後に死去したため、声の仕事としては本作が遺作となった。

### スタッフ
- 製作総指揮：今田智憲
- 原作：鳥山明（集英社 「週刊少年ジャンプ」連載）
- 企画：七條敬三
- 製作担当：岸本松司
- 脚本：島田満、由木義文
- 音楽：菊池俊輔
- 作画監督・キャラクターデザイン：前田実
- 美術監督：浦田又治
- 編集：吉川泰弘
- 録音：二宮健治
- 撮影監督：白井久男
- 監督：芝田浩樹
- 原画：前田実、内山正幸、海老沢幸男、進藤満尾、青木雅之、竹内留吉、広瀬和子、田頭津弥子、劉輝久、須田正己
- 動画：小原太一郎、門田英彦、片田亜起夫、山室直儀、島貫正弘、富永真理、吉松孝博 他
- トレース：入江美帆子、増井美知子、鈴木安子
- 彩色：辻田邦夫、沢田豊二、山崎剛、鈴木悠子、西沢奎子、堀井安子、岸本弘子
- セログラフ：戸塚友子
- 仕上検査：藤岡雅子、前田剛弘
- 特殊効果：佐藤章二
- 仕上進行：植木知子
- 背景：小笠原ゑつ子、池田祐二、秦秀信、谷口百範、丸森俊昭、塩崎広光、塚越幸江、千田国広、高田茂祝、土井則良
- 美術進行：森英樹
- 撮影：スタジオコスモス
- ネガ編集：喜多伴子
- 録音助手：佐藤守
- 音響効果：新井秀徳
- 選曲：宮下滋
- オーディオディレクター：小松亘弘
- 記録：柴八千穂
- 監督助手：佐藤豊
- 製作進行：上田芳裕
- 録音スタジオ：タバック
- 現像：東映化学
- アニメーション制作：東映動画
- 製作：フジテレビ、東映動画

### キャスト
- 則巻アラレ[6]：小山茉美
- ノリマッキー・センベエ（則巻センベエ）[6]：内海賢二
- 則巻みどり[6]：向井真理子
- 木緑あかね[6]：杉山佳寿子
- タロー / 空豆タロウ[6]：古川登志夫
- オボッチャマン[6]：堀江美都子
- ニコチャン大王：大竹宏
- ツルリン、ターボ[6]：三田ゆう子
- 則巻ガッちゃんズ[6]：中野聖子
- 空豆ピースケ[6]：神保なおみ
- ガラ：田の中勇
- 暗黒健太：玄田哲章
- パーザン：戸谷公次
- チャカボ、手下[6]：千葉繁
- パゴス：佐藤正治
- カート：竜田直樹
- 魔人：八奈見乗児
- ビスナ：小池朝雄

## ほよよ!夢の都メカポリス
『Dr.スランプ アラレちゃん ほよよ!夢の都メカポリス』（ドクタースランプ アラレちゃん ほよよ!ゆめのみやこメカポリス）は、1985年7月13日の「東映まんがまつり」で上映された短編アニメーション映画。テレビアニメ『Dr.スランプ アラレちゃん』の劇場版作品第5作。監督はレギュラー放送で演出・作画監督などを担当していた芦田豊雄と竹之内和久で、脚本は島田満と照井啓司。レギュラー放送中での最後の映画であり、オリジナルキャストでの最後の映画。
同時上映は『キャプテン翼 ヨーロッパ大決戦』、『キン肉マン 逆襲!宇宙かくれ超人』、『電撃戦隊チェンジマン シャトルベース危機一髪!』。

### キャスト
役名はノンクレジット。
- 則巻アラレ[7]：小山茉美
- 則巻センベエ[7]：内海賢二
- 山吹みどり[7]：向井真理子
- 木緑あかね[7]：杉山佳寿子
- 空豆タロウ[7]：古川登志夫
- 則巻ガッちゃんズ[8]：中野聖子
- 空豆ピースケ[7]：神保なおみ
- 堀江美都子
- 三輪勝恵
- 三田ゆう子
- 玄田哲章
- 田中秀幸
- 大竹宏
- 田の中勇
- 佐藤正治
- 戸谷公次
- 千葉繁
- 水鳥鉄夫

### スタッフ
- 製作：今田智憲
- 原作：鳥山明（集英社 「週刊少年ジャンプ」連載）
- 企画：七條敬三
- 原案：由木義文
- 脚本：島田満、照井啓司
- 音楽：菊池俊輔
- 作画監督・キャラクターデザイン：前田実
- 美術監督：浦田又治
- 編集：吉川泰弘
- 録音：二宮健治
- 撮影監督：坂西勝
- 監督：竹之内和久、芦田豊雄
- 原画：海老沢幸男、内山正幸、青木雅之、劉輝久、須田正己
- 動画：小原太一郎、門田英彦、山室直儀 他
- トレース：入江美帆子、増井美知子、鈴木安子
- 彩色：沢田豊二、田村明美、萩野優、熊井芳貴、岸本弘子
- セログラフ：戸塚友子
- 仕上検査：前田剛弘
- 特殊効果：佐藤章二
- 仕上進行：植木知子
- 背景：小笠原ゑつ子、丸森俊昭、塩崎広光、千田国広、塚越幸江、行信三、小澤稔幸、吉池隆司
- 美術進行：森英樹
- 撮影チーフ：町田賢樹
- ネガ編集：篠原香里
- 録音助手：佐藤守
- 音響効果：伊藤克己
- 選曲：宮下滋
- オーディオディレクター：小松亘弘
- 記録：原芳子
- 監督助手：佐藤豊
- 製作進行：上田芳裕
- 録音スタジオ：タバック
- 現像：東映化学

## んちゃ!ペンギン村はハレのち晴れ
『Dr.スランプ アラレちゃん んちゃ!ペンギン村はハレのち晴れ』（ドクタースランプ アラレちゃん んちゃ!ペンギンむらはハレのちはれ）は、1993年3月6日の「東映アニメフェア」で上映された短編アニメーション映画。テレビアニメ『Dr.スランプ アラレちゃん』の劇場版作品第6作。
同時上映は『ドラゴンボールZ 燃えつきろ!!熱戦・烈戦・超激戦』。
内海賢二、小山茉美以外の声優が一新された、新キャストでの初の映画。監督は貝澤幸男で、キャラクターデザインは前田実と直井正博。テレビアニメ、劇場版と関わってきた前田実は本作で降板し、次作から直井正博のみとなる。
ストーリーは、ジャンプ・コミックス1巻収録の「アラレ誕生」とジャンプ・コミックス4巻収録の「ペンギン村SOS」を再編集したもので、「80年代編」最後の映画である。次作から「帰ってきたアラレちゃん編」となる。

### キャスト
- 則巻アラレ：小山茉美
- 則巻千兵衛：内海賢二
- 山吹みどり：川浪葉子
- ガッちゃん：鉄砲塚葉子
- 木緑あかね：松井摩味
- スッパマン：古谷徹
- 警察署長：郷里大輔
- ガラ：岸野幸正
- パゴス：平野正人
- 皿田きのこ：金丸日向子
- ドンべ：中友子
- 校長先生：松尾銀三
- ママンガドン：片岡富枝
- ドドンガドン：山本圭子

### スタッフ
- 制作：今田智憲、安齊富夫
- 企画：森下孝三、関弘美、週刊少年ジャンプ
- 脚本：松井亜弥
- 音楽：菊池俊輔
- 撮影監督：福田岳志
- 編集：花井正明
- 録音：池上信照
- 美術監督：坂本信人
- キャラクターデザイン：前田実、直井正博
- 作画監督：直井正博
- 製作担当：清水慎治
- 監督：貝澤幸男
- 原画：星川信芳、森利夫、横山健次、高橋英吉、堀川留子、入好さとる、海老沢幸男、川村敏江、岩根雅明、松本朋之、竹内進二、近藤優次
- 動画チェッカー：山田真紀、吉田政保
- 色指定：浅井聡子
- セログラフ：鳥本佐智子
- 検査：五木田幸子
- 特殊効果：中島正之
- 背景：ビックスタジオ
- 仕上：ピーコック
- 撮影：三晃プロダクション
- 効果：伊藤道広
- 選曲：宮下滋
- 録音助手：加藤剛
- ネガ編集：堀越始子
- 演出助手：池田洋子
- 美術進行：北山礼子
- 仕上進行：萩野光雄
- 記録：原芳子
- 製作進行：坂本健一
- 助監督：中村哲治
- 録音スタジオ：タバック
- 現像：東映化学
- 宣伝協力：フジテレビ
- アニメーション制作：東映動画
- 製作：集英社、東映

## んちゃ!ペンギン村より愛をこめて
『Dr.スランプ アラレちゃん んちゃ!ペンギン村より愛をこめて』（ドクタースランプ アラレちゃん んちゃ!ペンギンむらよりあいをこめて）は、1993年7月10日の「東映アニメフェア」で上映された短編アニメーション映画。テレビアニメ『Dr.スランプ アラレちゃん』の劇場版作品第7作。
同時上映は『ドラゴンボールZ 銀河ギリギリ!!ぶっちぎりの凄い奴』、『劇場版 幽☆遊☆白書』。
前作（第6作）までは80年代編を基に制作していたが、本作から『Dr.スランプ』の続編漫画『ちょっとだけかえってきた Dr.SLUMP』を原作とした劇場作品となっている。
本作から、監督はテレビアニメで演出助手を担当していた橋本光夫になる。『Vジャンプ』が企画として参加。前作で、テレビアニメ、劇場作品と関わってきた前田実が降板したため、本作からキャラクターデザイン・作画監督は直井正博のみとなった。

### ストーリー
ある日千兵衛は、ヤパイヤ国のジオンレ大臣から生まれてから一度も笑ったことのないプルア姫を笑わせるために、お笑いロボットを作ってほしいと依頼される。「世界一の科学者」とおだてられた千兵衛は、その依頼をあっさり引き受けることになる。
くれぐれも口外しないようにと大臣に言われた千兵衛だったが、勢いあまってみどりに喋り、みどりも内緒と言われたにもかかわらず、うっかりアラレに喋ったことで、アラレによってあっという間にペンギン村中に噂は広まり、村中の人々がヤパイヤ国に訪れる。
そんな噂を聞き付けたマシリトも、千兵衛に負けじとお笑いロボットを作って対抗しようとヤパイヤ国へ乗り込み、千兵衛とマシリトでお笑いロボット対決に出たものの、両者共にくだらないダジャレで姫も笑うことなく、周囲もあまりのくだらなさに落胆する。そこに現れたアラレがプルア姫を笑わせることに成功するが、姫の笑いが周囲を驚愕させる大事件になる。

### キャスト
- 則巻アラレ：小山茉美
- 則巻センベエ[11]：内海賢二
- 則巻みどり[11]：川浪葉子
- ガッちゃんズ：鉄砲塚葉子
- 空豆タロウ：島田敏
- 木緑あかね：松井摩味
- 空豆ピースケ：鈴木富子
- 摘突詰[11]：田中和実
- スッパマン：古谷徹
- プルア：冬馬由美
- お后：小宮和枝
- ジオンレ：龍田直樹
- 国王：平野正人
- チャップ王子：川島千代子
- Dr.マシリト：神谷明

### スタッフ
- 制作：今田智憲、安齊富夫（集英社）
- 原作：鳥山明（集英社 「Vジャンプ」連載）
- 企画：森下孝三（東映動画）、蛭田成一（東映動画）、週刊少年ジャンプ
- 脚本：松井亜弥
- 音楽：菊池俊輔
- 撮影監督：福田岳志
- 編集：西山茂
- 録音：池上信照
- 美術監督：坂本信人
- キャラクターデザイン・作画監督：直井正博
- 製作担当：藤本芳弘
- 監督：橋本光夫
- 原画：星川信芳、神志那弘志、藤沢俊幸、宮司好文、川村敏江、堀澤聡志、氏家章雄、阿部達也、進藤満尾、臼田義夫、諏訪可奈恵、福士真由美、富永真理、近藤優次、松本朋之、竹内進二
- 動画チェッカー：中島早苗、佐野洋子
- 美術補佐：中山恭子
- 背景：ビックスタジオ
- 仕上：ピーコック
- 色指定：酒井日出子
- セログラフ：鳥本佐智子
- 検査：五木田幸子
- 特殊効果：中島正之
- 撮影：三晃プロダクション
- 効果：片岡陽三
- 選曲：宮下滋
- 録音助手：武田義彦
- ネガ編集：後藤正浩
- 助監督：雄谷将二
- 美術進行：北山礼子
- 仕上進行：森田哲庸
- 記録：伊藤好子
- 製作進行：伏見和浩
- 録音スタジオ：タバック
- 現像：東映化学
- 宣伝協力：フジテレビ
- アニメーション制作：東映動画
- 製作：集英社、東映動画

## ほよよ!!助けたサメに連れられて…
『Dr.スランプ アラレちゃん ほよよ!!助けたサメに連れられて…』（ドクタースランプ アラレちゃん ほよよ!!たすけたサメにつれられて）は、1994年3月12日の「東映アニメフェア」で上映された短編アニメーション映画。テレビアニメ『Dr.スランプ アラレちゃん』の劇場版作品第8作。
同時上映は『ドラゴンボールZ 危険なふたり!超戦士はねむれない』、『スラムダンク』。
『ちょっとだけかえってきた Dr.SLUMP』を原作とした劇場作品で、集英社〈Vジャンプブックス コミックスシリーズ〉『ちょっとだけかえってきた Dr.SLUMP』第1巻に収録の短編作品「ほよよ!!助けたサメに連れられて…」を原案として製作された。

### ストーリー
初夏のある日、潮干狩りにでかけたアラレは沈没船の鎖に絡まった子サメを助け出し、その夜、子サメの親子が則巻家を訪れ、お礼に一家を海底王国へ招待したいと告げる。
アラレたちは大喜びで海底王国へむかうと、海底王国の女王であるマーメイド女王や魚に人魚たちから、美味しいご馳走に素敵なおもてなしをうける。
そんな中、アラレたちは城下に広がる遊園地で、数百年遊び続け老人となった浦島太郎に出会うが、いつものようにアラレたちはパニックを引き起こし、浦島太郎やアラレたちにこっそりついてきたスッパマンも巻き込む。

### キャスト
- 則巻アラレ：小山茉美
- センベエ：内海賢二
- スッパマン：古谷徹
- みどり：川浪葉子
- ガッちゃんズ[13]：鉄砲塚葉子
- ターボ：江森浩子
- 父鮫：龍田直樹
- 子鮫 / 子供[13]：佐藤智恵
- ウナギ：掛川裕彦
- マーメイド女王：川島千代子
- まめ[13]：上村典子
- 浦島太郎：青野武

### スタッフ
- 制作：柏愁、安齊富夫（集英社）
- 原作：鳥山明（集英社 「Vジャンプ」連載）
- 企画：森下孝三(東映動画)、蛭田成一(東映動画)、週刊少年ジャンプ、Vジャンプ
- 原案：小山高生
- 脚本：松井亜弥
- 音楽：菊池俊輔
- 撮影監督：武井利晴
- 編集：花井正明
- 録音：二宮健治
- 美術監修：窪田忠雄
- 美術監督：鹿野良行
- キャラクター原案：中鶴勝祥
- キャラクターデザイン・作画監督：直井正博
- 製作担当：藤本芳弘
- 監督：橋本光夫
- 原画：青山充、星川信芳、入好さとる、川村敏江、氏家章雄、片田亜起夫、臼田義夫、増田信博、木下勇喜
- 動画チェッカー：みやたともこ、赤間てる子、中島早苗
- 背景：ムクオスタジオ
- 仕上：ピーコック
- 色指定：森田博
- セログラフ：鳥本佐智子
- 検査：五木田幸子
- 特殊効果：中島正之
- 効果：片岡陽三
- 録音助手：小林剛
- ネガ編集：麻生芳弘
- 助監督：渡辺正彦
- 美術進行：福本智雄
- 仕上進行：清水洋一
- 記録：伊藤好子
- 製作進行：多田俊介
- 録音スタジオ：タバック
- 現像：東映化学
- 宣伝協力：フジテレビ
- アニメーション制作：東映動画
- 製作：集英社、東映動画

## んちゃ!!わくわくハートの夏休み
『Dr.スランプ アラレちゃん んちゃ!!わくわくハートの夏休み』（ドクタースランプ アラレちゃん んちゃ!!わくわくハートのなつやすみ）は、1994年7月9日の「東映アニメフェア」で上映された短編アニメーション映画。テレビアニメ『Dr.スランプ アラレちゃん』の劇場版作品第9作。
同時上映は『ドラゴンボールZ 超戦士撃破!!勝つのはオレだ』、『スラムダンク 全国制覇だ! 桜木花道』。
『ちょっとだけかえってきた Dr.SLUMP』を原作とした劇場作品。

### ストーリー
夏休みのある日、「ゴーストホテル ザ・モンスター」というホテルの“先着20名様、無料ご招待”という宣伝チラシに誘われ、アラレたち則巻一家は旅行に出かけることになったが、同じくチラシを見た空豆一家・マシリト・スッパマンも一緒に訪れることになる。
予約したホテルは山頂にそびえ立つ古城で、今にもお化けが出るような不気味な雰囲気と外観だが、部屋や温泉はとても豪華でアラレたちは大満足し、一行はそれぞれホテル内でのんびりくつろいでいた。
しかししばらくすると一人、また一人と、みんな次々に姿を消していく。ゲームコーナーで遊んでいたタロウとピースケ兄弟はアーケードゲーム機に吸い込まれ、すっかり意気投合してバーでいい気分で飲んでいたマシリトとスッパマンは突然の酒の洪水に流され、ついにはガッちゃんズもお化けたちに誘われ、鏡の中へ吸い込まれる。
アラレたちが訪れたホテルは、実はモンスターたちの巣食う本物のゴーストホテルで、千兵衞たちは全員モンスターたちに捕まり、ついにアラレひとりになる。

### スタッフ
- 制作：高岩淡（東映）、安齊富夫、泊懋（集英社）
- 企画：森下孝三、蛭田成一、週刊少年ジャンプ、Vジャンプ
- 脚本：松井亜弥
- 音楽：菊池俊輔
- 撮影監督：福井政利
- 編集：花井正明
- 録音：二宮健治
- 美術監修：窪田忠雄
- 美術監督：鹿野良行
- キャラクターデザイン・作画監督：直井正博
- 製作担当：山口彰彦
- 監督：橋本光夫
- 原画：星川信芳、海老沢幸男、知吹愛弓、片田亜起夫、林委千夫、入好さとる、井上優子
- 動画チェッカー：みやたともこ、赤間てる子、中島早苗
- 背景：ムクオスタジオ
- 仕上：ピーコック
- 色指定：森田博
- セログラフ：戸塚友子
- 検査：塚内由美
- 特殊効果：中島正之
- 効果：石野貴久
- 録音助手：小林剛
- ネガ編集：津留洋子
- 助監督：渡辺正彦
- 美術進行：福本智雄
- 仕上進行：山下紀彦
- 記録：伊藤好子
- 製作進行：多田俊介
- 録音スタジオ：タバック
- 現像：東映化学
- 宣伝協力：フジテレビ
- アニメーション制作：東映動画
- 製作：集英社、東映動画

### キャスト
- 則巻アラレ：小山茉美
- 則巻センベエ：内海賢二
- 則巻みどり[14]：川浪葉子
- 空豆タロウ[14]：島田敏
- ガッちゃんズ[14]：鉄砲塚葉子
- クリキントン：掛川裕彦
- まめ：上村典子
- ターボ：松井摩味
- ミイラ：浦和めぐみ
- ゾンビ：田中和実
- ヴァンドラ：小宮和枝
- スッパマン：古谷徹
- Dr.マシリト[14]：神谷明

## 主題歌
オープニングテーマ
- 「ワイワイワールド」（1981年 - 1985年）

作詞 - 河岸亜砂 / 作曲 - 菊池俊輔 / 編曲 - たかしまあきひこ / 歌 - 水森亜土、こおろぎ'73
ブタさんのセリフは「みんなげんきー？」。本作のみ「アラレはん」と呼び、オープニングが始まる形式。
- 「わいわい行進曲」(1985年)

作詞 - 河岸亜砂 / 作曲 - 菊池俊輔 / 編曲 - たかしまあきひこ / 歌 - 小山茉美、コロムビアゆりかご会
- 「ワイワイワールド」（93年ver）（1993年 - 1994年）

作詞 - 河岸亜砂 / 作曲 - 菊池俊輔 / 編曲 - たかしまあきひこ / 歌 - 水森亜土、こおろぎ'73
エンディングテーマ
- 「アレアレアラレちゃん」（1983年、1985年、1993年7月）

作詞 - 冬杜花代子 / 作曲 - サタンタ / 編曲 - たかしまあきひこ / 歌 - 水森亜土、こおろぎ'73
- 「アラレちゃん音頭」（1981年、1994年7月）

作詞 - 満都南 / 作曲 - 菊池俊輔 / 編曲 - たかしまあきひこ / 歌 - 小山茉美、コロムビアゆりかご会
- 「いちばん星み〜つけた」(1984年)

作詞 - 冬杜花代子 / 作曲 - 菊池俊輔 / 編曲 - たかしまあきひこ / 歌 - 水森亜土
- 「めちゃんこROCK'N ROLL」（1993年3月）

作詞 - 大倉正丈、泉鬼角 / 作曲 - 大倉正丈 / 編曲 - 米光亮 / 歌 - ベター・ハーフ
- 「んちゃ!DEチャ・チャ・チャ」（1994年3月）

作詞 - 青木久美子 / 作曲 - 林哲司 / 編曲 - 戸塚修 / 歌 - 森の木児童合唱団
今までの劇場版のエンディングテーマ はテレビアニメの主題歌や挿入歌などを使用していたが、それ以外の曲を使うは今回の「んちゃ!DEチャ・チャ・チャ」が初めて。

## 映像ソフト
VHS
東映ビデオより発売。
- Dr.SLUMP ほよよ! 宇宙大冒険

1984年12月15日に発売。
- Dr.スランプ アラレちゃん ほよよ!ナナバ城の秘宝

1985年2月21日に発売。
- Dr.スランプ アラレちゃん ほよよ!夢の都メカポリス

1985年11月21日に発売。
- Dr.スランプ アラレちゃん ほよよ!世界一周大レース

1987年1月14日に発売
- Dr.スランプ アラレちゃん ハロー!不思議島

1987年8月14日に発売。
- Dr.スランプ アラレちゃん んちゃ!ペンギン村はハレのち晴れ

1993年10月8日発売。
- Dr.スランプ アラレちゃん んちゃ!ペンギン村より愛をこめて

1994年4月8日発売。
- Dr.スランプ アラレちゃん ほよよ!!助けたサメに連れられて…

1994年11月11日発売。
- Dr.スランプ アラレちゃん んちゃ!!わくわくハートの夏休み

1995年4月14日発売。
DVD
- Dr.スランプ劇場版DVD-BOX SLUMP THE BOX MOVIES

2008年9月21日発売。ハピネットより発売。
上記9作品に加え、1999年上映の『ドクタースランプ アラレのびっくりバーン』、2007年上映の『劇場版Dr.SLUMP Dr.マシリト アバレちゃん』を収録。

## 関連書籍
上記の劇場版のアニメコミックシリーズ。レーベルはジャンプコミックスセレクション。著者は週刊少年ジャンプ編集部。
| サブタイトル                    | 原作        | ISBNコード （上段：10桁 / 下段：13桁） | 発売日     |
| ------------------------------- | ----------- | -------------------------------------- | ---------- |
| んちゃ!ペンギン村はハレのち晴れ | 劇場版6作目 | ISBN 4834211878 ISBN 978-4834211870    | 1993年7月  |
| んちゃ!ペンギン村より愛をこめて | 劇場版7作目 | ISBN 4834211894 ISBN 978-4834211894    | 1993年11月 |
| ほよよ!助けたサメに連れられて…  | 劇場版8作目 | ISBN 4834213110 ISBN 978-4834213119    | 1994年12月 |
| んちゃ!!わくわくハートの夏休み  | 劇場版9作目 | ISBN 4834213161 ISBN 978-4834213164    | 1995年2月  |
| ハロー!不思議島                 | 劇場版1作目 | ISBN 4834213188 ISBN 978-4834213188    | 1995年3月  |
| ほよよ宇宙大冒険                | 劇場版2作目 | ISBN 483421401X ISBN 978-4834214017    | 1995年4月  |
| ほよよ!世界一周大レース         | 劇場版3作目 | ISBN 4834214052 ISBN 978-4834214055    | 1995年6月  |
| ほよよ!ナナバ城の秘宝           | 劇場版4作目 | ISBN 4834214095 ISBN 978-4834214093    | 1995年8月  |
| ほよよ!夢の都メカポリス         | 劇場版5作目 | ISBN 4834214109 ISBN 978-4834214109    | 1995年9月  |